# Eugen-Georg Woschni
Eugen-Georg Woschni (* 18. Februar 1929 in Berlin-Tempelhof; † 18. März 2022) war ein deutscher Nachrichtentechniker und Hochschullehrer.

## Leben und Werk
Der Vater Eugen-Georg Woschnis war bei der Reichsbahn als Oberrat tätig. Das Abitur erlangte er in Dresden, anschließend studierte er dort Elektrotechnik an der Technischen Hochschule Dresden (THD).
Er erwarb seinen Abschluss als Diplom-Ingenieur als letzter Student von Heinrich Barkhausen im Jahre 1951 mit Auszeichnung. Woschni promovierte 1953 bei Barkhausen mit dem Dissertationsthema „Mitnahmeerscheinungen bei FM-Sendern mit Impedanzröhren“.
Im Anschluss daran war er am Institut für Schwachstromtechnik der THD unter Leitung von Hans Frühauf als Oberassistent tätig. Hier schloss er im Jahre 1956 seine Habilitation ab mit dem Thema „Die quasistatischen und dynamischen Verzerrungen frequenzmodulierter Schwingungen in Vierpolen, insbesondere in den Siebmitteln von FM-Empfängern und -Sendern unter Berücksichtigung der Röhreneigenschaften“. Er arbeitete in dieser Zeit auch weiterhin am Lehrbuch der Elektronenröhren von Heinrich Barkhausen mit, und er war nach dessen Tod verantwortlich für alle Ausgaben bis zum Jahre 1965.
Im Jahr 1957 erfolgte seine Berufung als ordentlicher Professor an die Hochschule für Maschinenbau Karl-Marx Stadt. Dort initiierte er eine neue Ausbildungsrichtung für Regelungstechnik am Institut für Elektrotechnik und war in den Jahren von 1959 bis 1962 als Prorektor für Forschung tätig. Unter seiner Leitung begann 1965 der Aufbau einer  Fakultät für Elektrotechnik, die er als deren erster Dekan bis zum Jahre 1968 leitete.
In den Jahren 1965 bis 1968 war Woschni der Vorsitzende des Wissenschaftlichen Beirates Elektroingenieurwesen beim Ministerium für Hoch- und Fachschulwesen (Minister: Ernst-Joachim Gießmann). Seit 1966 war Woschni Leiter der Gruppe 2 „Grundlagen der Elektronik und Automatisierungstechnik“ des Forschungsrates und zugleich Mitglied des Vorstandes. Dieser Gruppe war auch der Zentrale Arbeitskreis „Steuerungs- und Regelungstechnik“ zugeordnet (ZAK-Vorsitzender: Heinz Töpfer).
Woschni wirkte vielfältig in der International Measurement Confederation (IMEKO), insbesondere als Gründungsmitglied der Technischen Komitees Education sowie Theory. Als Nationale Mitgliedsorganisation in der IMEKO war die Wissenschaftlich-technische Gesellschaft Mess- und Automatisierungstechnik (WGMA) in der Kammer der Technik Berlin wirksam (Vorsitzender 1982 bis 1991: Werner Richter). Hier war Woschni gleichfalls auf dem Fachgebiet Mess- und Informationssysteme aktiv.
Woschni bekam Einladungen als Gastprofessor nach  Australien, Finnland und Österreich. Im Jahre 1978 arbeitete er als Gastwissenschaftler in den USA an der University of California, Berkeley bei Lotfi Zadeh, dem Schöpfer der Theorie unscharfer Systeme (Fuzzy-Regler u. a.).
Im Jahre 1992 erfolgte die Neuberufung von Woschni als ordentlicher Professor für Nachrichtentechnik an der TU Chemnitz, und diese Professur hatte er bis zu seiner Emeritierung im Jahre 1994 inne.
Seine wissenschaftlichen Veröffentlichungen lassen ein breites fachliches Spektrum erkennen und umfassen neben vielen Fachvorträgen auf nationaler und internationaler Ebene (IMEKO u. a.) auch zahlreiche Zeitschriftenpublikationen sowie über 50 Fach- und Lehrbücher in mehreren Auflagen. Zugleich gehörte er zusammen mit G. Brack, H. Fuchs, G. Paulin, R. Piegert und G. Schwarze zu den Buchherausgebern der „Reihe Automatisierungstechnik“ beim Verlag Technik Berlin, die unter dem Lektorat von J. Reichenbach mit nahezu 250 Bänden einen beachtlichen Umfang erreichte.
1981 bekam er die Ehrendoktorwürde der TU Dresden verliehen. Er wurde als Verdienter Hochschullehrer der DDR sowie mit dem Vaterländischen Verdienstorden ausgezeichnet.
Woschni wurde 1976 Korrespondierendes Mitglied der Akademie der Wissenschaften der DDR, 1985 Ordentliches Mitglied der Sächsischen Akademie der Wissenschaften zu Leipzig, 1995 bis 2001 wirkte er dort als Sekretar der Technikwissenschaftlichen Klasse und war zugleich Mitglied des Präsidiums. In den Jahren 1996 bis 2000 gehörte er dem Senat der Deutschen Akademie der Wissenschaften zu Mainz an. Er war Mitglied der Deutschen Akademie der Technikwissenschaften (acatech).

## Schriften (Auswahl)
- Heinrich Barkhausen, Eugen-Georg Woschni: Lehrbuch der Elektronen-Röhren und ihrer technischen Anwendungen. Bd. 3. Rückkopplung. 5. Auflage. Hirzel, 1949.
- Frequenzmodulation. 2. Auflage. Verlag Technik, Berlin 1962.
- Meßfehler bei dynamischen Messungen und Auswertung von Meßergebnissen. Reihe Automatisierungstechnik, Band 90. Verlag Technik, Berlin 1969.
- Information und Automatisierung. Reihe Automatisierungstechnik, Band 98. Verlag Technik, Berlin 1970.
- Signal und Automatisierung. Reihe Automatisierungstechnik, Band 156. Verlag Technik, Berlin 1974.
- Informationstechnik : Signal, System, Information. Hüthig, Heidelberg 1974, ISBN 978-3-7785-0278-5.
- Abschätzverfahren in der Automatisierungstechnik. Reihe Automatisierungstechnik, Band 198. Verlag Technik, Berlin 1982.
- Manfred Krauß, Ernst Kutschbach, Eugen-Georg Woschni: Handbuch Datenerfassung. 3. Auflage, Verlag Technik Berlin, 1988, ISBN 3-341-00516-1.
- Kleines Lexikon der Mikroelektronik. Reihe Automatisierungstechnik, Band 207. 5. Auflage. Verlag Technik, Berlin 1989, ISBN 978-3-341-00760-0.
- Lexikon der Mikroelektronik. VDE Verlag, Berlin, Offenbach 1992, ISBN 978-3-8007-1792-7.
- Hans Hart, Werner Lotze, Eugen-Georg Woschni: Meßgenauigkeit. 3. Auflage. Oldenbourg, 1997, ISBN 978-3-486-22774-1.
- Ein Jahrhundert Informationstechnik wird besichtigt: Sitzungsberichte der Sächsischen Akademie der Wissenschaften zu Leipzig. S. Hirzel Verlag, 2008, ISBN 978-3-7776-1611-7.
- Da atmet doch einer: Skurriles aus dem Alltag eines sächsischen Wissenschaftlers. Tauchaer Verlag, 2010, ISBN 978-3-89772-180-7.
- Leben in drei deutschen Staaten: Ein Sachse berichtet. Tauchaer Verlag, 2012, ISBN 978-3-89772-215-6.
- Näherungsbetrachtungen contra Computerlösungen?: Ein Beitrag zur Diskussion über Lehrinhalte. S. Hirzel Verlag, 2012, ISBN 978-3-7776-2274-3.